# Меґ Вейт Клейтон
Меґ Вейт Клейтон (англ. Meg Waite Clayton; нар. 1 січня 1959, Вашингтон, округ Колумбія) — американська письменниця.

## Життєпис
Клейтон, випускниця юридичної школи Мічиганського університету, також здобула ступінь бакалавра історії та психології в Мічиганському університеті. Працювала юристом у лос-анджелеській фірмі Latham &amp; Watkins. Виросла переважно в передмісті Канзас-Сіті та Чикаго, де закінчила середню школу Glenbrook North. Почала серйозно писати після того, як переїхала на кінну ферму за межами Балтимора, штат Мериленд, де відбувається дія її першого роману. Зараз вона живе в районі затоки Сан-Франциско.
Окрім письменницьких праць, писала для Los Angeles Times, Writer's Digest, Runner's World і громадського радіо.

## Нагороди та відзнаки
Перший роман Клейтон, «Мова світла», був фіналістом Премії Беллвезера за художню літературу 2002 року, тепер це Премія ПЕН/Беллвезера за соціально ангажовану прозу. Її роман «Сестри Венсдей» став бестселером і популярним вибором книжкового клубу. Columbia Journalism Review оцінили роман «Після дебатів» на сайті Forbes як «абсолютно найкращу історію про жіночі проблеми, які виникли під час других президентських дебатів». Роман «Перегони за Париж» отримав почесну відзнаку премії Langum у номінації «Історична белетристика» 2015 року.

## Переклади українською
2023 року у видавництві «Книголав» вийшов український переклад роману «Останній потяг до Лондона». Перекладачка —  Олена Оксенич.